# Algar (Cádiz)
Algar er en by og kommune i det sydlige Spanien i provinsen Cádiz. Den har et indbyggertal på 1.436 (2024) indbyggere.